# Oman op de Olympische Zomerspelen 1996
Oman nam deel aan de Olympische Zomerspelen 1996 in Los Angeles, Verenigde Staten. Het was de vierde deelname van het land aan de spelen.
Er namen in totaal vier deelnemers deel in 4 sporten, er werden geen medailles gewonnen.

## Deelnemers en resultaten
(m) = mannen, (v) = vrouwen 

### Atletiek
| Olympiër         | Discipline | Resultaat | Prestatie             |
| ---------------- | ---------- | --------- | --------------------- |
| Mohamed Al-Houti | 200m (m)   | 56e       | serie 1: 7de in 21,10 |

### Schietsport
| Olympiër          | Discipline             | Resultaat | Prestatie                                              |
| ----------------- | ---------------------- | --------- | ------------------------------------------------------ |
| Khalifa Al-Khatry | 10m luchtgeweer (m)    | 37e       | kwalificatie: 37ste met 578 punten (99-95-93-95-98-98) |
| Khalifa Al-Khatry | 50m geweer liggend (m) | 50e       | kwalificatie: 50ste met 584 punten (96-98-99-95-98-98) |

### Wielersport
| Olympiër                   | Discipline       | Resultaat | Prestatie      |
| -------------------------- | ---------------- | --------- | -------------- |
| Youssef Khanfar Al-Shakali | wegwedstrijd (m) | DNF       | niet gefinisht |

### Zwemmen
| Olympiër                 | Discipline           | Resultaat | Prestatie                |
| ------------------------ | -------------------- | --------- | ------------------------ |
| Rashid Salim Al-Ma'Shari | 1500m vrije slag (m) | 34e       | serie 1: 3de in 18.11,59 |

Afghanistan · Albanië · Algerije · Amerikaanse Maagdeneilanden · Amerikaans-Samoa · Andorra · Angola · Antigua‑Barbuda · Argentinië · Armenië · Aruba · Australië · Azerbeidzjan · Bahama's · Bahrein · Bangladesh · Barbados · België · Belize · Benin · Bermuda · Bhutan · Bolivia · Bosnië en Herzegovina · Botswana · Brazilië · Britse Maagdeneilanden · Brunei · Bulgarije · Burkina Faso · Burundi · Cambodja · Canada · Centraal-Afrikaanse Republiek · Chili · China · Chinees Taipei · Colombia · Comoren · Congo-Brazzaville · Cookeilanden · Costa Rica · Cuba · Cyprus · Denemarken · Djibouti · Dominica · Dominicaanse Republiek · Duitsland · Ecuador · Egypte · El Salvador · Equatoriaal-Guinea · Estland · Ethiopië · Fiji · Filipijnen · Finland · Frankrijk · Gabon · Gambia · Georgië · Ghana · Grenada · Griekenland · Groot-Brittannië · Guam · Guatemala · Guinee · Guinee-Bissau · Guyana · Haïti · Honduras · Hongarije · Hongkong · Ierland · IJsland · India · Indonesië · Irak · Iran · Israël · Italië · Ivoorkust · Jamaica · Japan · Jemen · Joegoslavië · Jordanië · Kaaimaneilanden · Kaapverdië · Kameroen · Kazachstan · Kenia · Kirgizië · Koeweit · Kroatië · Laos · Lesotho · Letland · Libanon · Liberia · Libië · Liechtenstein · Litouwen · Luxemburg ·  Macedonië · Madagaskar · Malawi · Malediven · Maleisië · Mali · Malta · Marokko · Mauritanië · Mauritius · Mexico · Moldavië · Monaco · Mongolië · Mozambique · Myanmar · Namibië · Nauru · Nederland · Nederlandse Antillen · Nepal · Nicaragua · Nieuw-Zeeland · Niger · Nigeria · Noord-Korea · Noorwegen · Oeganda · Oekraïne · Oezbekistan · Oman · Oostenrijk · Pakistan · Palestina · Panama · Papoea-Nieuw-Guinea · Paraguay · Peru · Polen · Portugal · Puerto Rico · Qatar · Roemenië · Rusland · Rwanda · Saint Kitts en Nevis · Saint Lucia · Saint Vincent en Grenadines · Salomonseilanden · Samoa · San Marino · Sao Tomé en Principe · Saoedi-Arabië · Senegal · Seychellen · Sierra Leone · Singapore · Slovenië · Slowakije · Soedan · Somalië · Spanje · Sri Lanka · Suriname · Swaziland · Syrië · Tadzjikistan · Tanzania · Thailand · Togo · Tonga · Trinidad en Tobago · Tsjaad · Tsjechië · Tunesië · Turkije · Turkmenistan · Uruguay · Vanuatu · Venezuela · Verenigde Arabische Emiraten · Verenigde Staten · Vietnam · Wit-Rusland · Zaïre · Zambia · Zimbabwe · Zuid-Afrika · Zuid-Korea · Zweden · Zwitserland